# اللجنة الاستشارية الأوروبية
تم الاتفاق على تشكيل اللجنة الاستشارية الأوروبية (EAC) في مؤتمر موسكو في 30 أكتوبر 1943 بين وزراء خارجية المملكة المتحدة، أنتوني إيدن، الولايات المتحدة، كورديل هال، والاتحاد السوفياتي، فياتشيسلاف مولوتوف، وتم تأكيده في مؤتمر طهران في نوفمبر. تحسبا لهزيمة ألمانيا النازية وحلفائها، كانت هذه اللجنة لدراسة المشاكل السياسية بعد الحرب في أوروبا وتقديم توصيات إلى الحكومات الثلاث، بما في ذلك استسلام الدول المعادية الأوروبية وآلية تنفيذها. بعد الانتهاء من مهمتها، تم حلها في مؤتمر بوتسدام في أغسطس 1945.

## 1944
مقر اللجنة في لندن في لانكستر هاوس وبدأت عملها في 14 يناير 1944. كان وليام سترانج هو المندوب البريطاني، بينما كان السفيران على الجانب الأمريكي والسوفيتي هما المندوبان جون جي وينانت وفيدور تاراسوفيتش غوسيف. المستشار العسكري الأمريكي كان كورنيليوس ويندل ويكرشام. كان جورج ف. كينان عضواً في الوفد الأمريكي في عام 1944.
في مؤتمر طهران، تقرر تسليم جزء كبير من الأراضي الألمانية إلى بولندا مع خط أودر-نايسه باعتباره الحدود الشرقية لألمانيا ما بعد الحرب، وبدأ روزفلت مناقشة حول التقسيم المحتمل لألمانيا. بناءً على هذه الأماكن، وضعت اللجنة التوصيات التالية خلال عام 1944:
- تقسيم ألمانيا إلى ثلاث مناطق محتلة، يسيطر كل منها على قوة واحدة.
- إنشاء مجلس مراقبة الحلفاء (ACC)
- لا يمكن أن تتصرف لجنة التنسيق الإدارية إلا بتوافق الآراء.
- تقسيم برلين في ثلاثة قطاعات.
- فصل النمسا الذي سيخضع أيضًا لاحتلال ثلاثي، وفيينا ستحتله ثلاث قوى.
- إنشاء لجنة الحلفاء للنمسا.
- مشروع تعليمات " الاستسلام غير المشروط لألمانيا"
- مقترحات لآلات التحكم للإدارة.
- إنشاء لجنة الحلفاء لإيطاليا.

## 1945
نوقش عمل اللجنة في مؤتمر يالطا في عام 1945 حيث تمت الموافقة على تعديل كبير حيث حصلت فرنسا على مقعد في ACC، ونحتت منطقة احتلال مستقبلية في ألمانيا من الأراضي المخصصة لبريطانيا العظمى والولايات المتحدة. بالإضافة إلى ذلك، تلقت فرنسا منطقة احتلال مستقبلية في غرب النمسا.
في 5 يونيو 1945، تولت اللجنة الاستشارية الأوروبية السيطرة الكاملة لفترة وجيزة على ألمانيا. وكان من بين الأعضاء الجنرال دوايت أيزنهاور عن الولايات المتحدة، والميدال مارشال برنارد مونتغمري عن بريطانيا، والمارشال جورجي جوكوف عن الاتحاد السوفيتي. حددت اللجنة الأراضي الألمانية في أراضيها بتاريخ 31 ديسمبر 1937 مخصومًا منها الأراضي التي سلمت إلى بولندا والاتحاد السوفيتي، وقسمت ألمانيا إلى أربع مناطق احتلال تحت الإدارة العسكرية الأمريكية والبريطانية والفرنسية والسوفيتية وقسمت برلين بشكل منفصل إلى أربعة قطاعات. لم تعد اللجنة موجودة بعد مؤتمر بوتسدام، وكانت لجنة التنسيق الإدارية اسمياً هي أعلى سلطة في ألمانيا، بينما في الواقع، كانت كل منطقة محتلة تحكمها سلطة الاحتلال المعنية

## ما بعد
شكلت توصيات اللجنة تطور أوروبا ما بعد الحرب. على الرغم من أنه لم يكن من الواضح على الإطلاق في مؤتمر بوتسدام أن ألمانيا سيتم تقسيمها إلى دولتين، فإن توصيات مجموعة شرق إفريقيا سمحت لكل قوة محتلة بالسيطرة الكاملة على منطقتها المحتلة وحرمت لجنة التنسيق الإدارية من التأثير الشامل. وهكذا انعكست الحرب الباردة اللاحقة في تقسيم ألمانيا حيث يمكن لكل قوة محتلة تطوير منطقتها بمفردها.
فشلت اللجنة في أن تكون محددة حول طول وشروط الاحتلال وخضع مناطق مختلفة تجارب الاحتلال المختلفة. عانت المنطقة السوفيتية المحتلة بشكل غير متناسب من تعويضات الحرب بينما استفادت المنطقة الغربية من الآثار الاقتصادية المحفزة مثل خطة مارشال. [بحاجة لمصدر]

من الناحية القانونية، توقفت اللجنة عن العمل عقب إنشاء مجلس وزراء الخارجية في مؤتمر بوتسدام.